# Đorđe Marjanović (Sänger)

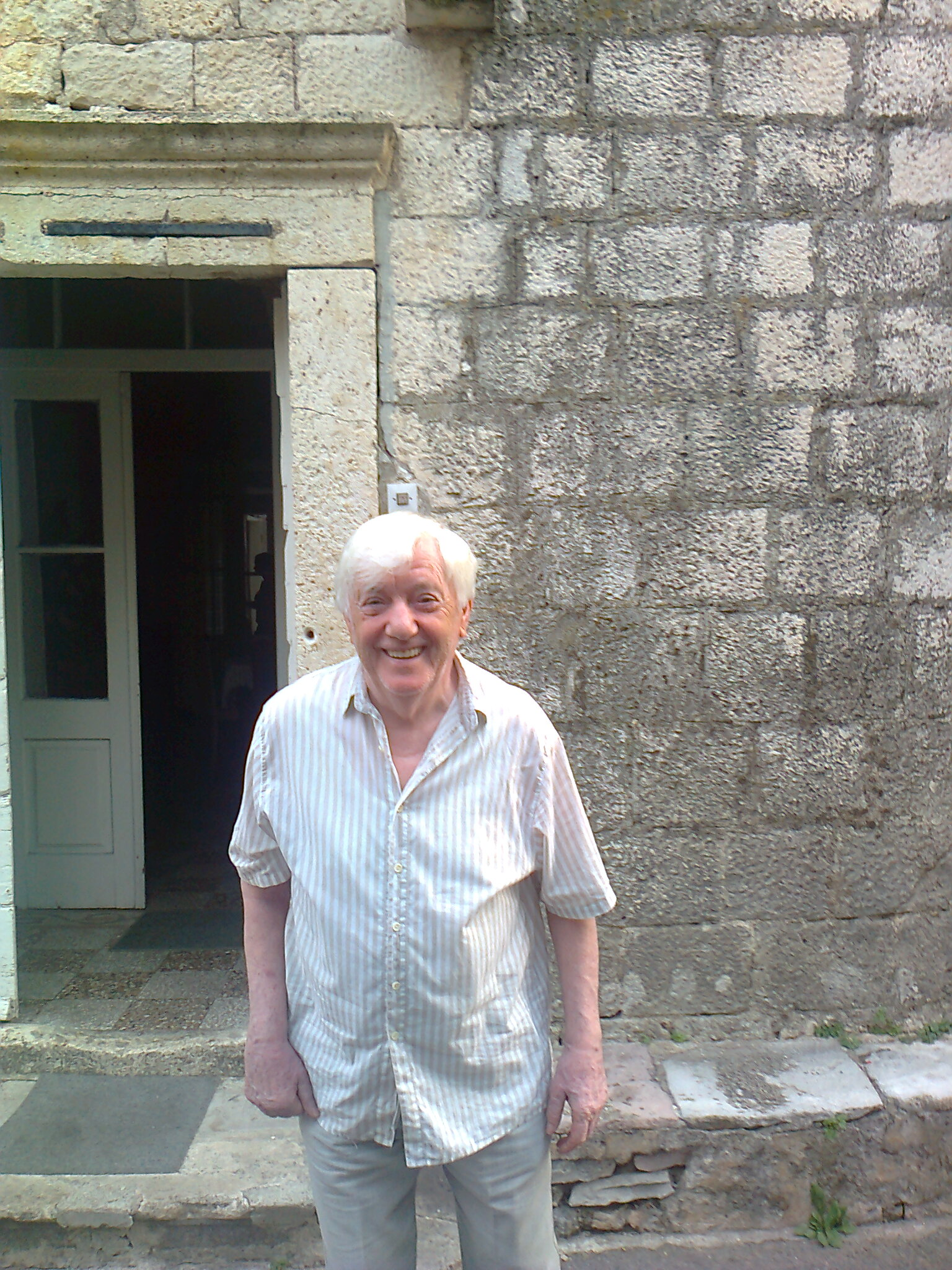
Đorđe Marjanović 2012

Đorđe Marjanović (serbokroatisch-kyrillisch Ђорђе Марјановић; * 30. Oktober 1931 in Kučevo; † 15. Mai 2021 in Serbien) war ein jugoslawischer Sänger, der in den 1960er Jahren zu den beliebtesten Musikern des Landes zählte.

## Leben
Einige seiner großen Hits waren Zvižduk u osam ‚Pfiff um acht‘, Devojko mala ‚Kleines Mädchen‘ und Romana. Er sang auch zahlreiche serbokroatische Versionen internationaler Hits, unter anderem Nathalie (Natali) von Gilbert Bécaud und Milord von Édith Piaf, Let’s twist again (Igramo tvist) von Chubby Checker und Ya Ya von Lee Dorsey (diese Aufnahme ist in dem Film Underground zu hören). Đorđe Marjanović war auch in der Sowjetunion sehr populär.
Seit den 1980er Jahren trat er nur noch selten auf, am 31. Mai 2004 gab er im Sava Centar in Belgrad sein Abschiedskonzert. Er lebte in Belgrad.
Im Alter von 89 Jahren starb er an den Folgen einer COVID-19-Erkrankung.